# Højdækkerbus
En højdækkerbus er en turistbus, hvor passagerkabinen ligger højere end førerkabinen. Denne opbygning muliggør en bedre udsigt for passagererne og en større ståhøjde under passagerkabinen. Normalt ligger toilettet og køkkenet under passagerkabinen. Nogle busser har også en seng til en ekstra buschauffør under passagerkabinen.
Begrebet blev introduceret i 1971 af busfabrikanten Neoplan, som med introduktionen af Neoplan Cityliner for første gang introducerede dette koncept. Konceptet blev hurtigt overtaget af hele branchen og er på moderne turistbusser den oftest benyttede opbygning.
Derudover findes der superhøjdækkere, hvor førerkabinen ligger under passagerkabinen, hvorved passagerkabinen modsvarer første etage i en dobbeltdækkerbus.